# William C. Chase
William Curtis Chase (Providence, 9 marzo 1895 – 21 agosto 1986) è stato un generale statunitense che ha prestato servizio nell'esercito statunitense nella prima metà del XX secolo.
È maggiormente conosciuto per aver prestato servizio nel teatro del Pacifico sud-occidentale della seconda guerra mondiale e durante l'occupazione del Giappone.